# Johann Schmidt von Schmidtseck

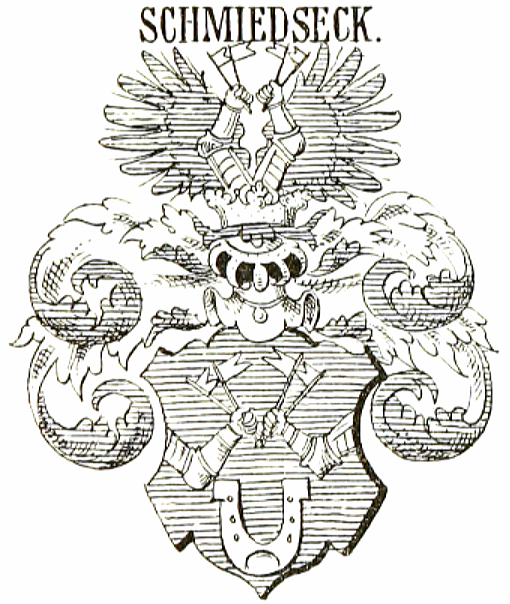
Das 1662 zuerkannte Adelswappen

Johann Schmidt oder Schmied(en) bzw. Schmid von Uri, seit 1662 Schmidt von Schmidtseck (* 8. Dezember 1610; † 1680 Magdeburg) war ein kurbrandenburgischer Oberst, Regimentschef und Kommandant von Magdeburg.

## Leben

### Herkunft und Familie
Seine Eltern waren der Landvogt Johann Schmidt von Uri (1574–1632) und Amalia, geborene von Hoffen. Er vermählte sich 1639 mit Anna Christina Clotz, einer Tochter von Anton Heinrich Clotz (ca. 1578–1626), hessischer Amtmann und Hedwig, geborene Wolff (1588–1646). Seine zweite Ehe schloss er mit Anna Elisabeth Striepe, einer Tochter von Hoyer Striepe († vor 1674), Amtmann in Salzwedel. Über seine zweite Gattin war er mit Joachim Henniges von Treffenfeld (1610–1688) verschwägert.
Er hinterließ mehrere Kinder, darunter:
- Wilhelm Ludwig, preußischer Oberst[3], verkauft 1683 das väterlich Erbgut Isterbies[5]
- Heinrich Christoph, preußischer Major[3], verkauft das väterliche Haus in Magdeburg[6], ⚭ Catharina Elisabeth von Thun[2]

Somit wurde Johann der Stifter des preußischen Adelsgeschlechts Schmidt von Schmidtseck, welches in Pommern und Ostpreußen unter anderem auf Woplauken begütert war und 1907 bzw. 1912 in den preußischen Freiherrnstand erhoben wurde.

### Werdegang
Johann Schmieden absolvierte ein Studium in Marburg, Gießen und Köln.
Er trat in schwedische Militärdienste und avancierte, nach dem er dreißig Jahre lang in den deutschen, polnischen und dänischen Kriegen gedient hatte, bis zum Oberstleutnant. Er wurde am 8. Dezember 1662 mit dem Adelsprädikat „Schmidt von Schmidtseck“ ohne Introdzierung bei der Ritterschaft in den schwedischen Adelsstand erhoben.
Schmidt von Schmidtseck wechselte am 18. Oktober 1665 mit Patent zum Oberst in kurbrandenburgische Dienste. Für ihn sollte ein Infanterie-Regiment aufgestellt werden, das jedoch nur kurz Bestand hatte. Er und einer seiner Söhne erhielten stattdessen je eine Kompanie im Kontingent des Herzogs von Holstein der zunächst brandenburgischer Statthalter von Magdeburg war. Schmidt war dann seit 1666 erster brandenburgischer Kommandant und damit Chef einer über 1.000 Mann starken Garnison in Magdeburg. Er begann in dieser Stellung sofort die Befestigungsanlagen der Elbestadt nach brandenburgischen Bedürfnissen umzugestalten. Während des Brandenburgisch-Schwedischen Krieges wurde er im Juni 1675 der Konspiration mit den Schweden verdächtigt. Schmidt wurde unterstellt, die Stadt kampflos an die Schweden übergeben zu wollen. Er wurde daraufhin arretiert und nach Peitz verbracht. 1676 hat Schmidt seinen Abschied erhalten. Er war Erbherr auf Isterbies.